# Blandine Pont
Blandine Pont (* 28. November 1998) ist eine französische Judoka. 2024 wurde sie Europameisterschaftszweite.

## Sportliche Karriere
Blandine Pont kämpft in der Gewichtsklasse bis 48 Kilogramm, dem Superleichtgewicht. 2014 war sie Zweite bei den U18-Europameisterschaften. 2020 wurde sie Dritte der U23-Europameisterschaften.
Ende 2022 siegte Pont bei den französischen Landesmeisterschaften. Im Februar 2023 bezwang sie im Finale des Grand-Slam-Turniers in Paris die Serbin Milica Nikolić. Zwölf Tage später siegte sie auch beim Grand Slam in Tel Aviv mit einem Finalsieg über die Israelin Tamar Malca. Anderthalb Monate später besiegte sie Tamar Malca im Achtelfinale des Grand Slams in Antalya. Im Finale traf Pont auf Shira Rishony, ebenfalls aus Israel, und feierte ihren dritten Grand-Slam-Sieg in acht Wochen. Bei den Weltmeisterschaften 2023 in Doha verlor Pont im Halbfinale gegen die Japanerin Natsumi Tsunoda. Nach der Niederlage gegen die zweite Japanerin Wakana Koga blieb für Pont der fünfte Platz. Im April 2024 erreichte Pont bei den Europameisterschaften in Zagreb einen Halbfinalsieg über die Serbin Milica Nikolić, im Finale unterlag sie der als neutrale Athletin antretenden Russin Kristina Dudina.